# Actina diadema
Actina diadema är en tvåvingeart som beskrevs av Lindner 1936. Actina diadema ingår i släktet Actina och familjen vapenflugor. Inga underarter finns listade i Catalogue of Life.